# Franz Wüllner
Franz Wüllner (Münster, 28 gennaio 1832 – Braunfels, 7 settembre 1902) è stato un compositore e direttore d'orchestra tedesco.

## Biografia
Studiò a Francoforte, Berlino, Bruxelles e Monaco di Baviera città in cui dal 1856 fu docente alla Hochschule für Musik und Theater München. Uno dei suoi primi maestri fu Anton Felix Schindler.
Tra i suoi allievi più celebri Volkmar Andreae, Fritz Brun, Lothar Kempter, Bruno Klein, Jan van Gilse, Hans von Koessler e Ernst von Schuch. 
Fu padre del cantante e attore  Ludwig Wüllner (1858-1938). 
Dal 1858 al 1864 fu Direttore Musicale ad Aquisgrana.
Dal 1870 al 1877 fu il Direttore Generale Musicale della Bayerisches Staatsorchester dirigendo le prime assolute nel 1869 di Das Rheingold e nel 1870 di Die Walküre.
Nel 1876 dirige Der Ring des Nibelungen al Bayreuther Festspiele.
Dal 1877 al 1884 fu il Direttore Principale della Sächsische Staatskapelle Dresden.
Divenne famoso perché fu il primo direttore d'orchestra dei celebri Berliner Philharmoniker, nati nel 1882.
Nel 1889 dirige la Sinfonia n. 4 (Schumann) a Colonia (Germania) dove nel 1895 dirige la prima assoluta di I tiri burloni di Till Eulenspiegel e nel 1898 di Don Quixote di Richard Strauss con Friedrich Grützmacher.